# Суперкубок Західного берегу з футболу 2011
Суперкубок Західного берегу з футболу 2011  — 2-й розіграш турніру. Матч відбувся 5 серпня 2011 року між чемпіоном Західного берегу клубом Марказ Шабаб (Аль-Амарі) та володарем Кубка Західного берегу клубом Гіляль Аль-Кудс.
| Володар Суперкубка Західного берегу 2011 |
| ---------------------------------------- |
|                                          |
| Гіляль Аль-Кудс Перший титул             |

## Матч

### Деталі
| 5 серпня 2011 20:00 (EEST) |

| Марказ Шабаб (Аль-Амарі) | 0:4      | Гіляль Аль-Кудс                              |
| ------------------------ | -------- | -------------------------------------------- |
|                          | Протокол | Ель-Хатіб 17' Еліан 45' Ісмаїл 63' Салах 88' |

| Файсал Аль-Хуссеїні, Аль-Рам Арбітр: Валід Аль-Саліхі |